# Karl von Steinaecker (Landrat)
Karl Freiherr von Steinaecker, auch von Steinäcker, (* 12. Juni 1778 in Klein Zarnow; † 24. Juni 1854 in Stolp) war königlich-preußischer Kammerherr und Landrat des Kreises Greifenhagen.

## Leben
Er stammte aus der Linie Rosenfelde der adligen Familie von Steinaecker. Sein Vater Franz von Steinaecker (1750–1832) war Königlich preußischer Landrat des pommerschen Kreises Greifenhagen und hatte 1779 das in diesem Kreis gelegene Rittergut Rosenfelde gekauft; ferner besaß er das Gut Nipperwiese und Gut Klein Zarnow. Karl von Steinaecker hatte zwei jüngere Brüder, welche beide Offizierslaufbahnen einschlugen.
Karl von Steinaecker stieg in der preußischen Armee bis zum Oberstleutnant auf und wurde (1823) königlicher Kammerherr. Er erbte Rosenfelde und Nipperwiese und wurde als Nachfolger seines Vaters Landrat des Kreises Greifenhagen. Von der Ritterschaft des Kreises Greifenhagen wurde er von 1837 bis 1845 in den Provinziallandtag der Provinz Pommern gewählt (6. bis 9. Provinziallandtag). Er war auch 1847 Abgeordneter des Ersten Vereinigten Landtages der Provinz Pommern. 
Seit April 1808 war er mit Karolina von Schöning (1782–1852) verheiratet, die aus der pommerschen uradligen Familie von Schöning stammte und die älteste Tochter des Pyritzer Landrates August Ernst von Schöning war. Aus der Ehe ging der gleichnamige Sohn Karl von Steinaecker (1809–1893) hervor, der Mitglied des Preußischen Herrenhauses wurde. Die Tochter Veronika (* 18. Juni 1816; † 28. Dezember 1873) heiratete 1844 den Politiker Alexander von Buch. Die Tochter Adelaide  (* 1. August 1815 in Ludwigslust; † 24. Januar 1891 in Berlin) heiratete Felix von Kahle, Gutsbesitzer in Bellin, Kreis Königsberg/Nm, Ostbrandenburg.